# High-Flyer
High-Flyer ( Xinès: 幻方; pinyin: Huàn Fāng) és un grup xinès de fons d'inversió lliure constituït el febrer de 2016. La seva seu està registrada a Ningbo, Zhejiang, i la seva oficina principal és a Hangzhou, Zhejiang. És el grup fundador i patrocinador de l'empresa d'IA DeepSeek.

## Història
El grup High-Flyer va ser fundat el febrer de 2016 per Liang Wenfeng i dos dels seus companys de classe de la Universitat de Zhejiang. Sent encara estudiants, van generar idees sobre comerç algorítmic, durant la crisi financera de 2007-2008. El grup té dues filials regulades per AMAC, Zhejiang High-Flyer Asset Management Co., Ltd. i Ningbo High-Flyer Quant Investment Management Partnership LLP, que es van establir el 2015 i el 2016 respectivament. Ambdues filials tenen més de 450 productes d'inversió.
El 2016, High-Flyer va experimentar amb un model basat en el volum de preus multifactorial per prendre posicions en accions, va començar a provar el model en el comerç l'any següent, adoptant tot seguit estratègies basades en l'aprenentatge automàtic de manera més àmplia.
El 2019, High-Flyer va crear una filial regulada per SFC a Hong Kong anomenada High-Flyer Capital Management (Hong Kong) Limited. Va ser aprovat com a inversor institucional estranger qualificat un any després. El mateix any, High-Flyer va establir High-Flyer AI que es dedicava a investigar els algorismes d'IA i les seves aplicacions bàsiques.
El 2020, High-Flyer va establir Fire-Flyer I, un superordinador centrat en l'aprenentatge profund d'IA. Va costar aproximadament 200 milions de iuans. El 2021, el Fire-Flyer I es va retirar i va ser substituït pel Fire-Flyer II que va costar mil milions de iuans. Contenia 10.000 GPU Nvidia A100. Aquell any, totes les estratègies de High-Flyer utilitzaven ja IA i es podia comparar amb Renaissance Technologies.
A finals del 2021, High-Flyer va publicar una declaració pública a WeChat demanant disculpes per les seves pèrdues en actius causades per un mal rendiment d'un centenar dels seus productes d'inversió que van tenir unes pèrdues de més d'un 10%. High-Flyer va afirmar que els seus models d'IA no van prendre bé les decisions sobre les cotitzacions tot i que la seva selecció d'accions estava bé en termes de valor a llarg termini. Els models van assumir un risc massa elevat durant les fluctuacions dels marcadors que van aprofundir durant la caiguda. A més a més, la companyia va declarar que havia ampliat els seus actius massa de pressa, originant estratègies comercials similars que van dificultar les operacions. Fins a aquell moment, High-Flyer havia generat rendiments entre un 20% i un 50% més alts que els punts de referència de la borsa en els últims anys.
El març de 2022, High-Flyer va aconsellar a determinats clients sensibles a la volatilitat que retiressin els diners invertits, ja que preveien que el mercat tenia probabilitats de caure encara més.
L'abril de 2023, High-Flyer va anunciar que crearia un nou ens de recerca per explorar l'essència de la intel·ligència artificial forta. Aquesta ens s'anomenaria DeepSeek,. deixant clar que no s'utilitzaria per fer negociació d'accions.
Des del 2018 al 2024, High-Flyer ha superat constantment l'índex CSI 300. No obstant això, després de la repressió reguladora dels fons quantitatius del febrer de 2024, els fons d'High-Flyer han millorat l'índex en 4 punts percentuals.
El juliol de 2024, High-Flyer va publicar un article sobre la defensa dels fons quantitatius en resposta als experts que els culpaven de qualsevol fluctuació del mercat i demanava que fossin prohibits després de l'enduriment de regulació. High-Flyer va declarar que havia mantingut accions amb fonaments sòlids durant molt de temps i va negociar contra una volatilitat irracional que havia reduir les fluctuacions.
L'octubre de 2024, High-Flyer va tancar els seus productes neutrals al mercat, després que un augment de les existències locals provoqués una liquidació forçosa de posicions curtes.

## Afers corporatius
El 2021 l'equip d'inversió i investigació de High-Flyer tenia 160 membres, incloent medallistes d'or de les Olimpíades, experts gegants d'Internet i investigadors sèniors. Ha estat intentant reclutar científics d'aprenentatge profund oferint sous anuals de fins a 2 milions de iuans.
El 2022, la companyia va donar 221 milions de iuans a organitzacions benèfiques, ja que el govern xinès va empènyer les empreses a fer més en nom de l'anomenada " prosperitat comuna ".
El març de 2023, es va informar que High-Flyer estava sent demandada per Shanghai Ruitian Investment LLC per haver contractat un dels seus empleats. L'empresa rival va declarar que l'antic empleat posseïa codis d'estratègia quantitativa que es consideren "secrets comercials bàsics" i va demanar 5 milions de iuans en compensació per pràctiques anti-competitives. El maig de 2023, el tribunal va donar la raó a High-Flyer.
L'octubre de 2023, High-Flyer va anunciar que havia suspès de la feina al seu cofundador i alt executiu Xu Jin per raó del seu "maneig inadequat d'un assumpte familiar",que havia tingut "un impacte negatiu en la reputació de l'empresa", després d'una acusació a les xarxes socials i un posterior cas judicial de divorci presentat per l'esposa de Xu Jin per raó d'una relació extramatrimonial de Xu.